# Université Marie-et-Louis-Pasteur
Ne doit pas être confondu avec Université Louis-Pasteur.
L'université Marie-et-Louis-Pasteur (UMLP), anciennement université de Franche-Comté, est une université française fondée en 1423, établissement public expérimental (EPE), dont le siège est à Besançon. Elle est constituée de 12 composantes qui sont soit des unités de formation et de recherche (UFR), plus communément appelées facultés, soit des écoles ou des instituts. Elle est répartie sur six sites en Franche-Comté : Besançon, Belfort, Montbéliard, Vesoul, Lons-le-Saunier et Dole.
Elle comprend 28 unités de recherche qui sont soit des équipes d'accueil (EA), soit des unités mixtes avec de grands organismes de recherche comme le CNRS et l'INSERM, et parfois avec d'autres établissements d'enseignement supérieur. Les thématiques de recherche se répartissent entre les sciences de l'environnement et de la santé, les sciences de l'homme et de la société et les sciences pour l'ingénieur et sciences fondamentales.
Elle délivre des diplômes de DUT, BUT, licence, licence professionnelle, master, doctorat, ainsi que des diplômes d'université (DU ou DIU), et un diplôme d'ingénieur. Certains de ces cursus peuvent s'effectuer en alternance et tous sont ouverts à la formation continue.
Elle compte 29 000 étudiants, dont près d'un tiers de boursiers et 12 % d'étudiants étrangers.
Le 1er avril 2015, l'université de Franche-Comté intègre la communauté d'universités et établissements Université Bourgogne - Franche-Comté (COMUE UBFC). Depuis le 1er décembre 2024, l'université de Franche-Comté et la communauté d'universités et établissements Université Bourgogne-Franche-Comté sont remplacées par l'université Marie-et-Louis-Pasteur,.
L'université de technologie de Belfort-Montbéliard (UTBM) et l’École nationale supérieure de mécanique et des microtechniques, (Supmicrotech) sont des établissements composantes de l'université Marie-et-Louis-Pasteur. L’École nationale supérieure d'arts et métiers (ENSAM) au titre de son Campus de Cluny, le centre hospitalier universitaire de Besançon, l'Institut supérieur des beaux-arts de Besançon (ISBA), l’École supérieure des technologies et des affaires (ESTA) de Belfort, l’Établissement français du sang (EFS) et le centre régional des œuvres universitaires et scolaires de Bourgogne-Franche-Comté (CROUS) sont associés à l'université Marie-et-Louis-Pasteur,,.
L'établissement porte le nom du scientifique Louis Pasteur, originaire de Franche-Comté, et de son épouse, Marie Pasteur, qui l'assista activement.

## Histoire

### Université de Dole (1423-1691)

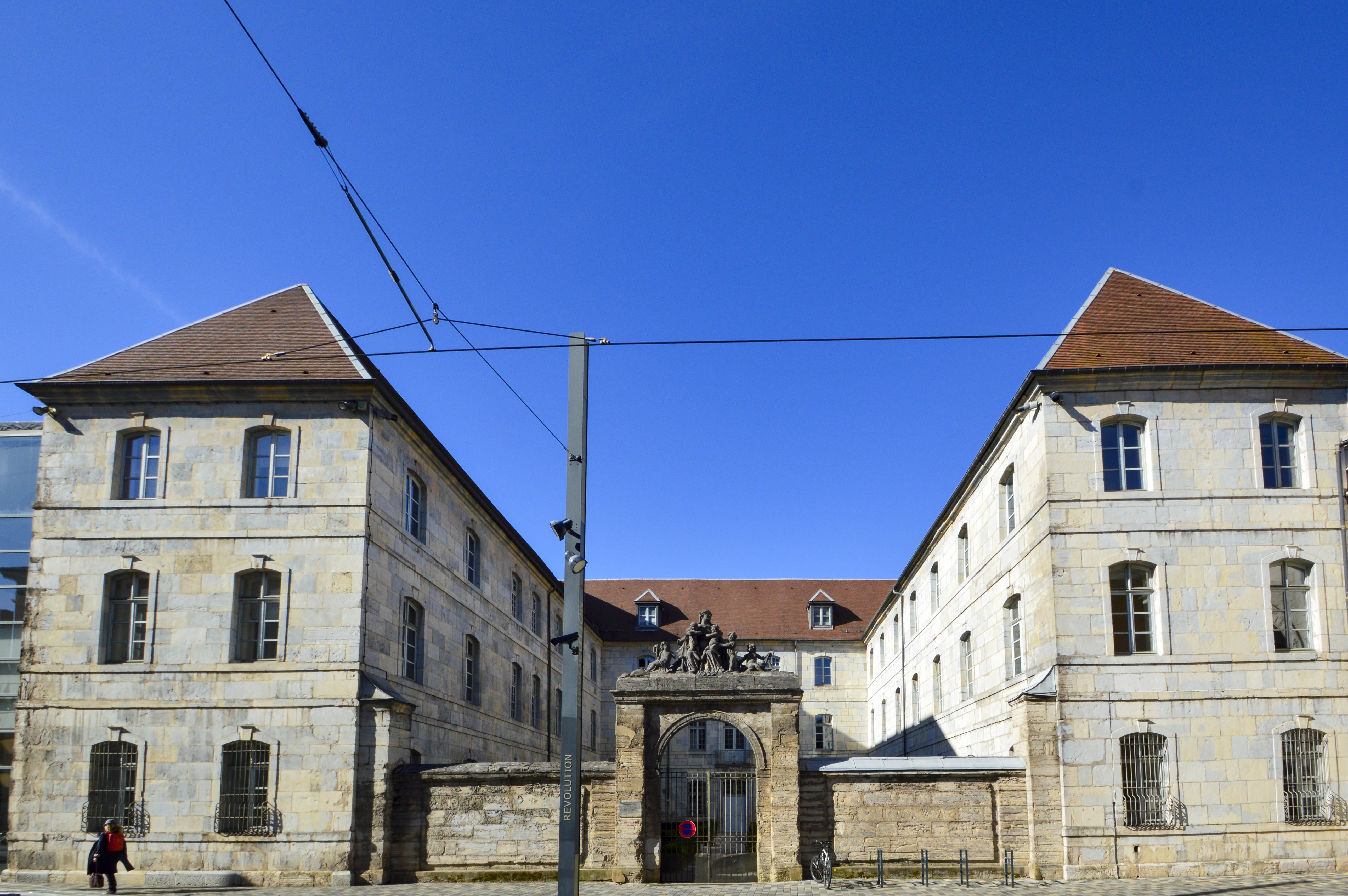
Siège de l'université dans le centre-ville de Besançon.

L'université de Franche-Comté a été fondée en 1423 à Dole par le duc-comte de Bourgogne Philippe le Bon comme université des deux Bourgognes (la ducale, l'actuelle Bourgogne et la comtale, l'actuelle Franche-Comté) et comprenait trois facultés : théologie, droit canon et droit civil, médecine. Le 1er mai 1450, le pape Nicolas V donne une bulle portant érection de l'université de Besançon, mais le duc de Bourgogne et l'empereur rejettent ce projet. Après la mort du duc de Bourgogne Charles le Téméraire, le roi de France Louis XI attaque puis occupe le comté de Bourgogne et la ville de Besançon. Ne pardonnant pas aux Dolois l'humiliation qu'ils infligèrent à son armée lors du siège de Dole (1477), Louis XI interdit la reconstruction de la ville à la suite du siège de 1479 et ordonne le transfert de l'université de Franche-Comté vers Besançon en 1481, puis donne des lettres pour le transfert de l'université de Dole à Poligny en juillet 1483. À la suite de la mort du roi en août 1483, la fille de Louis XI, Anne de Beaujeu, qui assure la régence du royaume, autorise la reconstruction de Dole et l'université y est retransférée en 1484. 

### Université de Besançon (1691-1976)
C'est en 1691 que Louis XIV décide de transférer la capitale de la Franche-Comté et l'université à Besançon, comme mesure de rétorsion après une résistance trop farouche de Dole lors des guerres d'annexion de la région et notamment le siège de Dole de 1636.
La suppression des anciennes universités à la révolution en 1793 n'est que de courte durée, et Napoléon décrète l'ouverture de facultés de Lettres, de Sciences (qui n'ouvrira dans les faits qu'en 1845) et de Théologie alors que le Droit s'est lui entre-temps installé à la nouvelle université de Dijon qui avait été fondée en 1722.
Il faudra attendre 1964, et la création d'un Collège universitaire de droit, à l'origine placé sous la tutelle scientifique de la faculté de droit de Dijon pour que Besançon retrouve enfin une Faculté de Droit.

### Présidence
| Portrait                                                                           | Identité                               | Période           | Période       | Durée                     |
| Portrait                                                                           | Identité                               | Début             | Fin           | Durée                     |
| ---------------------------------------------------------------------------------- | -------------------------------------- | ----------------- | ------------- | ------------------------- |
| Pas de portrait sous licence libre disponible pour Jean Thiébaut.                  | Jean Thiébaut (d), (1922 - 2014)       | 1971              | 1975          | 4 ans                     |
| Pas de portrait sous licence libre disponible pour Pierre Lévêque.                 | Pierre Lévêque, (1921 - 2004)          | 1975              | 1980          | 5 ans                     |
| Pas de portrait sous licence libre disponible pour Jacques Robert.                 | Jacques Robert (d) (né en années 1920) | 1980              | 1986          | 6 ans                     |
| Pas de portrait sous licence libre disponible pour Jean-François Robert.           | Jean-François Robert (d), (né en 1942) | 1986              | 1991          | 5 ans                     |
| Pas de portrait sous licence libre disponible pour Michel Woronoff.                | Michel Woronoff (d) (né en 1934)       | 1991              | 1996          | 5 ans                     |
| Pas de portrait sous licence libre disponible pour Claude Oytana.                  | Claude Oytana (d), (1939 - 2013)       | 1996              | 2001          | 5 ans                     |
| Pas de portrait sous licence libre disponible pour Françoise Bévalot.              | Françoise Bévalot (d), (née en 1949)   | 2001              | 2006          | 5 ans                     |
| Pas de portrait sous licence libre disponible pour Claude Condé.                   | Claude Condé (d), (1951 - 2018)        | 2006              | 2012          | 6 ans                     |
| Jacques Bahi, 10 octobre 2008.                                                     | Jacques Bahi (d), (né en 1961)         | 2012              | 2020          | 8 ans                     |
| Pas de portrait sous licence libre disponible pour Marie-Christine Woronoff-Lemsi. | Marie-Christine Woronoff-Lemsi (d)     | 1er décembre 2020 | 17 avril 2025 | 4 ans, 4 mois et 16 jours |
| Hugues Daussy en 2015.                                                             | Hugues Daussy (né en 1970)             | 17 avril 2025     | En cours      | 3 mois et 24 jours        |

## Composantes

### Unités de formation et de recherche
L'Université Marie-et-Louis-Pasteur compte 6 unités de formation et de recherche, plus communément appelées facultés :
- UFR Sciences du langage, de l'homme et de la société - SLHS (à Besançon, campus du centre-ville) ;
- UFR Sciences de la santé (à Besançon, campus des Hauts-du-Chazal et une antenne à Montbéliard, campus des Portes du Jura) ;
- UFR Sciences et techniques - ST (à Besançon, campus de La Bouloie) ;
- UFR Sciences juridiques, économiques, politiques et de gestion - SJEPG (à Besançon, campus de La Bouloie) ;
- UFR Sciences et techniques des activités physiques et sportives - STAPS (à Besançon, campus de La Bouloie) ;
- UFR Sciences, techniques et gestion de l'industrie - STGI (à Belfort et Montbéliard).

### Écoles et instituts
L'université se compose de deux instituts universitaires de technologie :
- IUT Besançon-Vesoul : fondé en 1967 (antenne de Vesoul ouverte le 29 mai 1988)[33]
- IUT Nord Franche-Comté.

Par ailleurs, on compte quatre autres instituts : 
- Institut supérieur d'ingénieurs de Franche-Comté - ISIFC ;
- Institut de préparation à l'administration générale - IPAG ;
- Institut d'administration des entreprises - IAE ;
- Institut national supérieur du professorat et de l'éducation - INSPÉ (à Besançon, Vesoul, Belfort et Lons-le-Saunier).

### Écoles doctorales
La politique doctorale est définie par le collège doctoral d'UBFC, dont dépendent six écoles doctorales, communes à l'Université de Franche-Comté et à l'Université de Bourgogne :
- l'école doctorale Carnot-Pasteur (CP) : mathématiques, physique, sciences de la terre et de l'univers, chimie ;
- l'école doctorale Droit, gestion, économie, politique (DGEP) : sciences de la société ;
- l'école doctorale Environnement-santé (ES): sciences de la terre et de l'univers, biologie, médecine, santé et sciences agronomiques et écologiques ;
- l'école doctorale Lettres, communications, langues, arts (LECLA) : sciences humaines et humanités ;
- l'école doctorale Société, espaces, pratiques, temps (SEPT) : sciences humaines et humanités, sciences de la société, sciences et technologies de l'information et de la communication et sciences agronomiques et écologiques ;
- l'école doctorale Sciences physiques pour l'ingénieur et microtechniques (SPIM) : physique, sciences pour l'ingénieur, sciences et technologies de l'information et de la communication.

### Services communs de formation
- Le Centre de linguistique appliquée - CLA est, depuis sa création en 1958, un centre d'apprentissage linguistique. Accueillant chaque année plus de 4 000 stagiaires de tous pays, il propose des cours dans une dizaine de langues — comme le coréen, le portugais ou le russe — ainsi qu'en français langue étrangère[réf. nécessaire] ;
- Centre de télé-enseignement universitaire - CTU ;
- Créées en 1997 en tant que service commun de l’Université de Franche-Comté, les Presses universitaires de Franche-Comté (PUFC) publient des ouvrages et des revues en science humaines et sociale (SHS) et dans le domaine scientifique, technique et médical (STM)[34].

## Implantations géographiques
L'université est distribuée sur différents secteurs géographiques à travers la région.

### Besançon

#### La Bouloie
La Bouloie est le principal campus de Besançon, situé dans la zone nord-ouest de la ville, entre les Tilleroyes, Saint-Claude, Montrapon et à moins de deux kilomètres du centre-ville de Besançon. Il regroupe l'ENSMM (École nationale supérieure de mécanique et des microtechniques) et les UFR Sciences et Techniques, Sciences juridiques et économiques, Sciences et Techniques des Activités Physiques et Sportives et l'IUT de Besançon, l'Observatoire astronomique ainsi que les bâtiments du CROUS (Centre Régional des Œuvres Universitaires et Scolaires), deux restaurants et la plupart des logements étudiants. L'UFR Sciences et Techniques comporte deux bâtiments principaux, historiquement nommés métrologie et propédeutique. Le site compte également les bibliothèques universitaires Claude-Oytana et Proudhon, La Fabrikà, l'Institut supérieur d'ingénieurs de Franche-Comté (ISIFC), une agence nationale pour la formation professionnelle des adultes (Afpa), un centre de formation d'apprentis des travaux publics de Franche-Comté, l'École nationale supérieure de mécanique et des microtechniques (ENSMM), l'Institut supérieur des beaux-arts de Besançon Franche-Comté (ISBA), l'Inspection académique du Doubs.
De nombreuses associations étudiantes proposent une large gamme d'activités, des cafétérias associatives (l'Aquarium pour l'UFR ST, la Corpo pour l'UFR SJEPG) à l'expérimentation et l'animation scientifique (Projet Aurore), en passant par l'animation d'une radio étudiante (Radio Campus).

### Vesoul

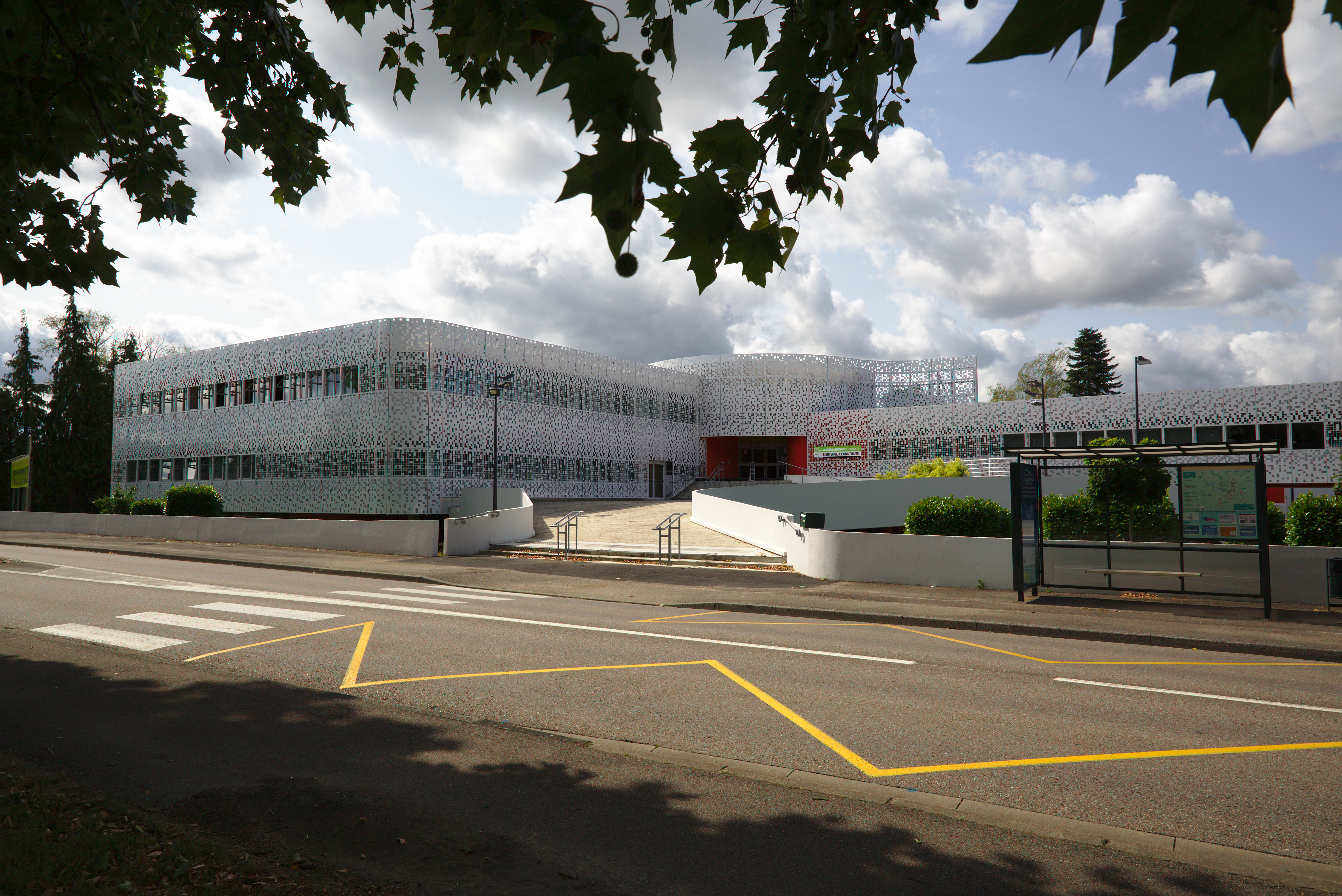
Le pôle universitaire de Vesoul

Le campus de Vesoul porte le nom de pôle universitaire de Vesoul. Inauguré le 26 janvier 2015, il résulte d'un regroupement au sein d'un même site géographique de l'antenne de  Vesoul de l'institut universitaire de technologie de Besançon-Vesoul (déjà présent depuis 1988) et de l'institut national supérieur du professorat et de l'éducation de Vesoul (ajouté en 2013).
Il compte environ 400 étudiants chaque année.

### Montbéliard
Voir : Les Portes du Jura

## Enseignement et recherche

### Formation
L'université Marie-et-Louis-Pasteur délivre tous les niveaux de diplômes (tous reconnus par l’État français), du DUT au doctorat, dans de nombreux domaines :
- Arts, lettres et langues ;
- Droit, économie et gestion ;
- Sciences humaines et sociales ;
- Sciences et techniques des activités physiques et sportives ;
- Sciences, technologie et santé.

### Recherche
L’université Marie-et-Louis-Pasteur dispose de 19 unités de recherche, structurées autour de 6 domaines,outre 5 structures fédératives: 
- Sciences pour l'ingénieur et sciences fondamentales : LMB - Laboratoire de Mathématiques de Besançon, Institut FEMTO-ST (Franche-Comté électronique, mécanique, thermique et optique - Sciences et technologies) : cet institut est la réunion de plusieurs laboratoires de l'UFC, avec ses près de 700 membres il est le plus grand laboratoire CNRS dans le domaine des sciences pour l'ingénieur en France[réf. nécessaire], Institut UTINAM[37] - Univers, Transport, Interfaces, Nanostructures, Atmosphère et environnement, Molécules: cet institut réunit la plupart des chercheurs en physique théorique, astrophysique, physique moléculaire et chimie de l'UFC.

- Sciences de la nature, environnement et territoire : THéMA- Théoriser et modéliser pour aménager est un laboratoire de recherche en géographie, Chrono-environnement

- Sciences de la santé et du sport : Interactions hôte-greffon-tumeur et ingénierie cellulaire et tissulaire, FDE - Fonctions et dysfonctions épithéliales, Laboratoire de neurosciences intégratives et cliniques, API -Agents pathogènes et inflammation, Carcinogenèse épithéliale : facteurs prédictifs et pronostics, E2SNC - Estrogènes, expression génique et pathologies du système nerveux central, I4S - Intervention, innovation, imagerie, ingénierie en santé, Marqueurs pronostiques et facteurs de régulation des pathologies cardiaques et vasculaires, Nanomédecine, imagerie et thérapeutique.

- Sciences juridiques, économiques et de gestion : CREGO - Antenne du Centre de recherche en gestion des organisations, CRESE- Centre de recherches sur les stratégies économiques, CRJFC - Centre de recherches juridiques de l'UFC,

- Sciences de l'homme et humanités : CRIT - Centre de recherches interdisciplinaires et transculturelles, Centre Lucien Tesnières, ELLIADD - Édition, langages, littératures, informatique, arts, didactique et discours, ISTA- Institut des sciences et techniques de l'Antiquité, Centre Lucien Febvre (ancien LSH - Laboratoire des sciences historiques), Laboratoire de psychologie, Logiques de l'agir, LASA - Laboratoire de sociologie et d'anthropologie de l'UFC, MSHE - Maison des sciences de l'homme et de l'environnement Claude Nicolas Ledoux, C3S - Culture, sport, santé et société.

- Structures fédératives et unités mixtes de service : OSU THETA - Observatoire des sciences de l'univers Terre, homme, environnement, temps, astronomie de Franche-Comté Bourgogne, SFR IBCT - Structure fédérative de recherche Ingénierie et biologie cellulaire et tissulaire, UAR FCLAB (Fuel cell lab) - Unité d'Appui et de Recherche consacré aux systèmes pile à combustible[38].

Les activités de recherche de l'université s'effectuent en lien étroit avec le CNRS, l'INSERM, l'EFS, le CEA et le Centre hospitalier régional universitaire de Besançon.
L'université Marie-et-Louis-Pasteur participe dans le cadre des programmes d'investissement d'avenir (PIA) à trois laboratoires d'excellence (LabEx), cinq équipements d'excellence (EquipEx) et à l'I-SITE Bourgogne-Franche-Comté porté par la COMUE UBFC.
Elle porte et accompagne la Communauté du savoir, une structure qui vise à développer et consolider la recherche transfrontalière avec la Suisse.
Elle a obtenu le label européen « HR Excellence in research » le 17 mai 2016.

### Relations internationales

#### Direction des relations internationales et de la francophonie
L'université Marie-et-Louis-Pasteur compte 300 partenariats dans le monde et 130 nationalités sont représentées. Ils sont pilotés par la Direction des Relations internationales et de la Francophonie (DRIF) qui développe la coopération internationale à caractère institutionnel ou en matière de formation. La DRIF accompagne les enseignants-chercheurs dans le montage et la réalisation de projets de coopération.
La DRIF pilote les conventions de coopération et les accords de mobilité à l'international. Elle coordonne les programmes de mobilités (stages ou études) pour les étudiants et le personnel : accords bilatéraux,  Erasmus +, Bureau de coopération interuniversitaire (BCI), International Student Exchange Program (ISEP). Les bourses Victor Hugo financées chaque année par l'uFC avec le concours de Grand Besançon Métropole permettent chaque année à des étudiants en provenance d'Amérique latine et des Caraïbes de venir étudier à l’université.
Les étudiants internationaux peuvent suivre des cours de français langue étrangère (FLE) au Centre de linguistique appliquée (CLA) pour préparer leur intégration dans le milieu universitaire.

#### Centre d’études et de recherches olympiques universitaires

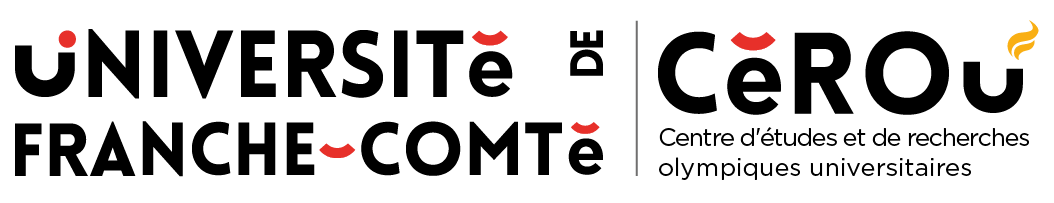
Logo du CEROU.

L'université Marie-et-Louis-Pasteur compte en son sein un Centre d’études et de recherches olympiques universitaires (CEROU), créé sous le haut patronage du ministère de la jeunesse et du sport avec le soutien du Comité international olympique, du Comité d'organisation des Jeux olympiques de Paris 2024, du Comité national olympique et sportif français (CNOSF) et du Comité International des jeux de la francophonie.

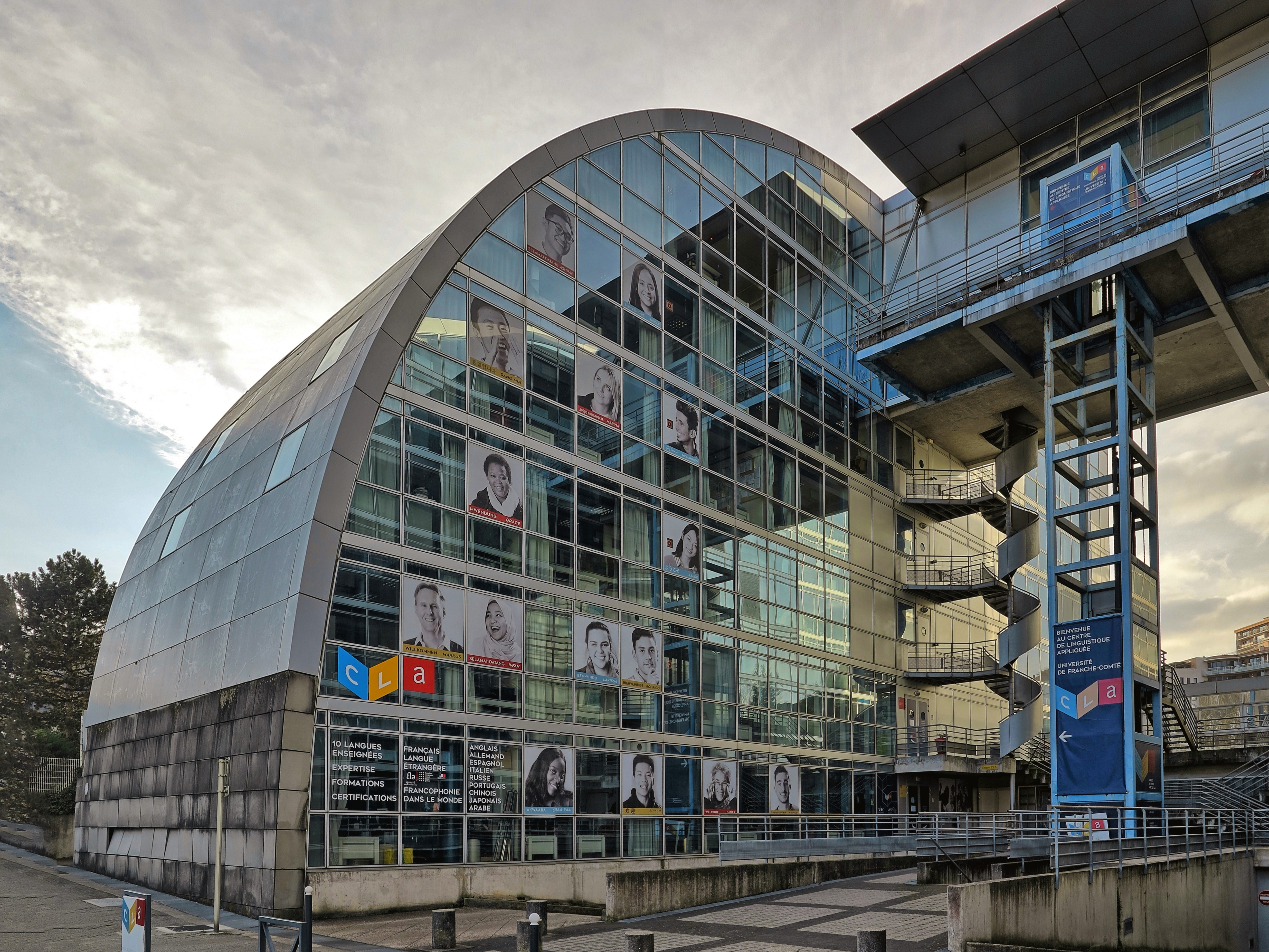
Centre de linguistique appliquée de Besançon (CLA).

#### Centre de linguistique appliquée
Onze langues sont enseignées au CLA : l'anglais, l'allemand, l'espagnol, le portugais, le russe, l'italien, le japonais, le chinois, l'arabe, le français langue étrangère, le coréen. Des cours sont également donnés en langue des signes.

## Vie étudiante

### Évolution démographique
| 2000   | 2001   | 2002   | 2003   | 2004   | 2005   | 2006   | 2007   | 2008   |
| ------ | ------ | ------ | ------ | ------ | ------ | ------ | ------ | ------ |
| 20 750 | 20 153 | 20 482 | 21 079 | 21 198 | 20 988 | 19 829 | 19 121 | 19 214 |

| 2009   | 2010   | 2011   | 2012   | 2013   | 2014   | 2015   | 2016   | 2017   |
| ------ | ------ | ------ | ------ | ------ | ------ | ------ | ------ | ------ |
| 19 884 | 19 578 | 19 629 | 21 338 | 21 272 | 22 358 | 23 131 | 23 690 | 23 817 |

| 2018   | 2019   | 2020   | - | - | - | - | - | - |
| ------ | ------ | ------ | - | - | - | - | - | - |
| 27 664 | 28 283 | 28 994 | - | - | - | - | - | - |

## Personnalités liées à l'université

### Enseignants
(Classement effectué en ordre croissant d'années de naissance).
- Henri Sainte-Claire Deville (1818-1881), chimiste français ;
- Edmond Colsenet (1847-1925), philosophe français ;
- Léon Boutroux (1851-1921), chimiste français ;
- Louis Bachelier (1870-1946), mathématicien français ;
- Félix Gaffiot (1870-1937), philologue et latiniste, auteur du Gaffiot, dictionnaire latin-français de référence ;
- Louis Rougier (1889-1982), philosophe et universitaire français ;
- Jean Granier (1890-1980)  physicien spécialiste de la mesure du temps[57], professeur à la Faculté des sciences de Besançon entre 1943 et 1948 ;
- Eugène Fournier (1902-1935), géologue et spéléologue français ;
- Nicolas Théobald (1903-1981), géologue, paléontologue et entomologiste français.
- Georges Duby (1919-1996), historien spécialiste du Moyen-Âge ;
- Pierre Lévêque (1921-2004), historien et helléniste français ;
- François Bluche (1925-2018), historien et professeur d'université ;
- Robert Badinter (1928-2024), homme politique et juriste français ;
- Jean Jacquard (1928-1998), historien spécialiste de l'histoire rurale moderne ;
- Charles-Michel Marle (1934), ingénieur et mathématicien français ;
- Jacques Houriez (1935), historien de la littérature, spécialiste de Paul Claudel ;
- Maryvonne Le Berre (1940-2012), géographe connue pour ses travaux sur la notion de territoire ;
- Olivier Duhamel (1950), politologue français ;
- Michel Verpeaux (1950), juriste français ;
- Nicolas Bourgoin (1962), sociologue français ;
- Paul Dietschy (1964), historien de l'époque contemporaine, spécialiste du sport ;
- Hugues Daussy (1970), historien moderniste ;
- Maurice Nisard (1972-1973), juriste franco-tunisien ;
- Marie-Bénédicte Vincent (1975), historienne spécialiste du nazisme ;
- Marie Daussy (1978), historienne moderniste ;
- Wolfgang Arendt (1987-1995), mathématicien allemand.

### Étudiants
- Anne Vignot, maire de Besançon (depuis 2020) ;
- Yukiya Amano, diplomate japonais et haut fonctionnaire international ;
- Alain Chrétien, homme politique français ;
- Michel Dodane, acteur, directeur artistique et romancier français ;
- Jean-Luc Lagarce, comédien et metteur en scène ;
- Claude Lorius, climatologue français ;
- Yves Jégo, homme politique français ;
- Jean-Luc Mélenchon, homme politique français ;
- Hubert-Félix Thiéfaine, auteur-compositeur-interprète français ;
- Martin Vidberg, auteur de bandes dessinées français ;
- Abdoulaye Wade, homme politique sénégalais, président de la République du Sénégal de 2000 à 2012 ;
- Annie Gay, historienne et metteuse en scène française ;
- Annie Genevard, femme politique française.

## Identité visuelle

Ancien logo.
Logo de l'université de Franche-Comté utilisé de 2018 à 2024.
Logo de l'université Marie-et-Louis-Pasteur utilisé depuis 2025.

### Textes règlementaires
- Décret n° 2024-1082 du 29 novembre 2024 portant création de l'Université Marie et Louis Pasteur et approbation de ses statuts